# Heatherton
Heatherton är en del av en befolkad plats i Australien. Den ligger i delstaten Victoria, omkring 21 kilometer sydost om delstatshuvudstaden Melbourne. Antalet invånare är 2 768.
Runt Heatherton är det mycket tätbefolkat, med 1 463 invånare per kvadratkilometer.. Närmaste större samhälle är Frankston East, omkring 19 kilometer söder om Heatherton. 
Trakten runt Heatherton består till största delen av jordbruksmark. Genomsnittlig årsnederbörd är 1 251 millimeter. Den regnigaste månaden är maj, med i genomsnitt 154 mm nederbörd, och den torraste är januari, med 51 mm nederbörd.